# Projekt Records
La Projekt Records è un'etichetta indipendente statunitense con sede a Brooklyn, a New York, specializzata in gothic rock, ethereal, darkwave, ambient, shoegaze, dream pop and dark cabaret creata da Sam Rosenthal nel 1983. Gli artisti della Projekt basano molto il loro sound sulle tastiere e le chitarre acustiche rispetto ad altri esponenti del genere Goth.
Fra gli artisti della Projekt si possono enumerare i Black Tape for a Blue Girl, gli Android Lust, Steve Roach, gli Unto Ashes, i Mira, Vidna Obmana, i Mortiis, Lycia, gli Arcana, Alio Die, i Tearwave e i Dark Sanctuary.
La Projekt Records ha avuto sede negli anni in Florida, a Los Angeles, Chicago e, attualmente, a Brooklyn. La casa ha prodotto 203 lavori, più altri 25 come Projekt: Archive side-label.

## Impiegati
La Projekt ha impiegato negli anni molti dipendenti, più o meno noti; fra questi si citino Patrick Ogle della band statunitense Thanatos, Contanstine Maroulis dal programma American Idol, Sam Fogarino degli Interpol e l'ex moglie di Sam Rosenthal e membro dei Black Tape for a Blue Girl Lisa Feuer.
Meno nota ma fondamentale nell'azienda è Shea Hovey, l'assistente di Sam Rosenthal. Assunta nel 2000, in poco tempo è arrivata ad essere il volto di facciata della casa discografica; Shea si occupa infatti dei rapporti con il pubblico e con la stampa, presenziando a festival e convention al posto di Sam, il quale si occupa maggiormente dei problemi e della amministrazione dell'etichetta.

## Internet e MP3
Sam Rosenthal ha intuito e sostenuto sin dagli albori le potenzialità della distribuzione via internet, dei negozi on line e del formato MP3; la Projekt è stata infatti una delle etichette pioniere della distribuzione in rete, presentando un catalogo di brani on-line in formato MP3; l'entusiasmo mostrato da Rosenthal nei confronti di questa innovazione tecnologica lo portò ad elogiare il download, anche quando illegale.

## Projektfest
La Projekt Records ha creato e organizzato il Projektfest, un festival di musica gotica ed ethereal, che presenta principalmente (ma non esclusivamente) artisti della Projekt. Il primo projektfest si svolse nel 1996 a Chicago, prolungandosi per due giorni. L'anno successivo la città del vento venne scelta di nuovo come sede del raduno, della durata anche questo di due giorni, ma poche settimane dopo il festival venne riproposto a Città del Messico. Il 1998 vide il Projektfest composto da una serie di eventi di un giorno ospitati da Los Angeles, Chicago, Philadelphia e New York. L'ultimo Projektfest durò per tre giorni nel 2002, svolgendosi a Philadelphia, e più precisamente al Teatro Trocadero. Nel 2007, al Blacksun Festival svoltosi a New Haven, nel Connecticut, è stato dedicata una giornata al Projektfest.